# Тиховодное
Тихово́дное — населённый пункт (тип: железнодорожная станция) в Черниговском районе Приморского края России. Входит в состав Дмитриевского сельского поселения.

## География
Находится на юге центральной части края, при железнодорожной станции Тиховодное Владивостокского региона Дальневосточной железной дороги, вблизи реки Дмитриевка. Примыкает к окраине села Синий Гай.
До находящейся южнее станции Мучная (в селе Черниговка) 12 км, до Дмитриевки около 10 км, до районного центра Черниговка около 18 км.

## История
До 1972 года населённый пункт носил китайское название Лебехе. Переименован после вооружённого конфликта за остров Даманский.

## Население
| 2002 | 2008 | 2010 |
| ---- | ---- | ---- |
| 75   | ↘64  | ↗66  |

## Улицы
В населённом пункте имеется одна улица: ул. Тихая.

## Инфраструктура
Путевое хозяйство Дальневосточной железной дороги. Социальные услуги жители получают в селе Синий Гай.

## Транспорт
Железнодорожная станция Тиховодное находится на линии Хабаровск — Владивосток Транссиба. Автомобильная дорога к станции Тиховодное идёт от трассы «Уссури» через село Синий Гай.